# 二十五别史
二十五别史，是齐鲁书社汇编的二十四史之外重要史书。属于中国正史，二十六史完书过程中亦参考这些书。
二十五别史包括：
1. 《帝王世纪》 （晋）皇甫谧撰
2. 《世本》
3. 《逸周书》
4. 《古本竹书纪年》
5. 《国语》（春秋） 旧题 左丘明撰
6. 《绎史》（清）马骕纂
7. 《战国策》（西汉）刘向编集
8. 《吴越春秋》（东汉）赵晔撰
9. 《越绝书》（东汉）袁康、吴平编
10. 《楚汉春秋》（西汉）陆贾撰
11. 《东观汉记》（东汉）刘珍等撰
12. 《续后汉书》（元）郝经撰
13. 《华阳国志》（晋）常璩撰
14. 《九家旧晋书辑本》（清）汤球辑
15. 《十六国春秋》辑补（北魏）崔鸿
16. 《贞观政要》（唐）吴兢编集
17. 《续唐书》（清）陈鳣撰
18. 《九国志》（宋）路振撰
19. 《东都事略》（宋）王称撰
20. 《南宋书》（明）钱士升撰
21. 《契丹国志》（宋）叶隆礼撰
22. 《大金国志》（金）宇文懋昭撰
23. 《元朝秘史》
24. 《明书》（清）查继佐撰
25. 《东华录》（清）蒋良骐撰